# Statut social
Le statut social d'un individu est sa position relative au sein d'une organisation sociale. Les droits et normes sociales attachés à un statut social, comme son prestige relatif, dépendent du groupe culturel considéré.

## Attributs du statut
Le statut social est conféré par un attribut fondamental, lequel peut être acquis ou prescrit. Cet attribut fondamental est la condition nécessaire pour obtenir ce statut. Par exemple, tout médecin est titulaire d'un diplôme en médecine. En l'occurrence, il s'agit du rôle acquis.
Le statut social possède aussi des attributs importants : ce sont les droits et devoirs que confèrent le statut social. Pour continuer avec l'analogie du médecin, il a pour obligation de respecter le code déontologique, de pratiquer son art dans le but de guérir, mais il a également le droit de prescrire des médicaments.
Enfin, il existe les attributs périphériques : ce sont l'ensemble des stéréotypes liés aux statuts sociaux.

## Rôles acquis, rôles prescrits
Puisque chaque personne exerce au sein de la société plusieurs rôles et peut posséder plusieurs identités sociales (par exemple mère, épouse et chef d'entreprise), les personnes sont donc amenées à être conformes (ou du moins il est attendu d'elles qu'elles le soient) aux droits et obligations attenants à l'exercice des différents rôles.
Le statut social est générateur d'attentes, d'exigences plus ou moins importantes : on attendra d'un avocat qu'il défende son client, mais aussi qu'il s'exprime avec éloquence (à la barre). La première attente est fondamentale (elle est partie intégrante de l'attribut fondamental conférant le statut d'avocat), la seconde l'est moins, elle ressort plus de la représentation (idéologie) que l'on se fait d'un avocat.
Le statut social réfère à la position qu'occupe un individu au sein d'une hiérarchie sociale donnée. Celui-ci renvoie donc chaque fois à un ensemble de relations sociales opposant supérieurs et inférieurs. Reprenant sur ce point la pensée de Weber, certain.e.s sociologues (dont Cecilia Ridgeway) ont présenté le statut social comme l'une des trois bases de l'inégalité sociale, à côté de ses dimensions économique et politique. Par opposition à ces dernières, le statut n'est pas immédiatement matériel, c'est-à-dire qu'il relève d'abord de croyances culturelles largement répandues à propos de la compétence des membres des différents groupes qui composent la société. En ce sens, tout statut prescrit des attentes particulières quant au degré de compétence des membres d'un groupe et par conséquent, quant au respect et à l'estime qui leur est dû.

## Marqueurs biologiques
De nombreuses études faites pour répondre aux besoins de la médecine légale et de l'archéologie ont montré que le statut social d'une personne ou d'un groupe (famille riche ou pauvre, communauté de moines, etc.) influe sur sa santé (encore aujourd'hui les personnes à statut social élevée ont une espérance de vie et une espérance de vie en bonne santé de plusieurs années supérieures à celles des ouvriers et plus encore des sans-domicile fixe) et par conséquent sur divers biomarqueurs retrouvés sur les cadavres ou squelettes, mêmes après plusieurs milliers d'années.

### Archéométrie
Les archéologues utilisent le fait que la qualité des dents et des os, et leurs teneurs en certains éléments-trace métallique : métaux lourds (pb, Hg, Sr, Ba et Cd par exemple), métalloïdes (tels que As), et oligo-éléments (tels que Ca, Mn, Fe, Cu…) diffèrent très significativement selon le statut social et le lieu de vie (caractère rural ou citadin, littoral ou montagnard…) d'une personne, ainsi que selon son régime alimentaire (produits de la mer, viande, légumes…).
Ces différences proviennent essentiellement de l'alimentation, qui influe durant toute la vie sur la biochimie des oligo-éléments (et la biochimie d'autres éléments, non-essentiels) dans les phanères (c'est-à-dire dents, cheveux et ongles) et les os qui peuvent persister longtemps après la mort.
Ainsi avant les années 1990, les archéologues considéraient qu'un faible taux de Sr et Ba dans un os archéologique pouvait être statistiquement associé à une consommation de viande plus élevée, caractéristique généralement associée à un statut social plus élevé de la personne. Ces deux métaux ont donc souvent été utilisés en archéométrie pour 'renseigner' sur le statut social et la diète alimentaire des personnes durant leur vie,,,,,. Ces éléments sont toutefois moins utilisés depuis les années 1990,,, au profit de méthodes jugées plus fiables et précises, basées sur les rapports d'isotopes stables du carbone (C) et de l'azote (N) mais aussi des isotopes du strontium (Sr) dans les os car à la différence du lien, linéaire entre le plomb sanguin chronique et le plomb osseux, il n'y a pas de relation linéaire entre le taux de Sr des aliments et le Sr dans l'os humains, la diagenèse pouvant notamment affecter les taux de Sr et de Ba,. On a récemment (2019) montré que la distribution corporelle du Sr est aussi influencée par des éléments régulés par des processus métaboliques (Zn notamment) ; le Sr peut donc en Archéométrie être mal interprété.
Et depuis le développement des usages du plomb par l'empire romain, des taux de plomb osseux élevés (jusqu'à des doses traduisant un saturnisme aigu ou chronique), sont - quand il ne s'agit pas d'esclaves travaillant dans les mines ou d'ouvriers manipulant du plomb - associés aux familles à statut social dominant, qui utilisaient des fards au plomb, sucraient certains vins ou aliments avec de l'oxyde de plomb, utilisaient du plomb dans ceraines médecines traditionnelles, utilisaient de la vaisselle de plomb ou des tuyaux de plomb et/ou des cuves de plomb pour l'adduction et/ou le stockage de l'eau.